# Valle del Loira
El valle del Loira (en francés, Val de Loire) es el valle del río Loira, en el centro de Francia, y es conocido como el «jardín de Francia».
Es significativo por la calidad de su herencia arquitectónica, con ciudades históricas tales como Amboise, Blois, Chinon, Montsoreau, Orléans, Saumur o Tours, con numerosos castillos como el de Amboise, el de Villandry, el de Montsoreau y el  de Chenonceau. El paisaje del valle del Loira, y más particularmente de sus muchos monumentos culturales, ilustra a un grado excepcional los ideales del Renacimiento y la edad de la Ilustración en pensamiento y diseño de Europa occidental. Se trata de un paisaje cultural excepcional de gran belleza, con ciudades y las aldeas históricas, grandes monumentos arquitectónicos y muchos châteaux.
El Valle del Loira es famoso además por sus bodegas y por ser zona de cultivo de algunos de los mejores vinos blancos del mundo, como el Chenin, Sauvignon Blanc, Sancerre y Muscadet.
El 2 de diciembre de 2000, la Unesco declaró gran parte de este valle como Patrimonio de la Humanidad.
En 1955 se creó la región de Países del Loira. En 2015, la región de Centro pasó a denominarse oficialmente Centro-Valle de Loira.

## Geografía y clima
El valle incluye ciudades históricas como Amboise, Angers, Blois, Chinon, Montsoreau, Orléans, Saumur, y Tours.
El clima es favorable la mayor parte del año, el río a menudo actúa como una línea de demarcación en el clima de Francia entre el clima del norte y el sur.
El río tiene un efecto significativo en el clima de la región, agregando unos  grados de temperatura. El clima puede ser fresco, con heladas primaverales mientras que los meses de la cosecha de vino pueden ser lluviosos. El verano es cálido, sin embargo, la influencia del Atlántico modera la temperatura con sus brisas.
- Temperatura, precipitación y tiempo medio de sol en Angers (Anjou):

| Month                       | Jan  | Feb  | March | Apr  | May  | June | July | Aug  | Sept | Oct  | Nov  | Dec  | Year |
| --------------------------- | ---- | ---- | ----- | ---- | ---- | ---- | ---- | ---- | ---- | ---- | ---- | ---- | ---- |
| Temperatura mín. media (°C) | 2.1  | 2.2  | 3.9   | 5.6  | 8.9  | 11.8 | 13.6 | 13.4 | 11.3 | 8.4  | 4.6  | 2.8  | 7.4  |
| Temperatura media (°C)      | 5    | 5.7  | 8.2   | 10.4 | 13.9 | 16.2 | 19.2 | 19.1 | 16.5 | 12.7 | 8    | 5.6  | 11.8 |
| Temperatura máx. media (°C) | 7.9  | 9.2  | 12.6  | 15.3 | 19   | 22.6 | 24.9 | 24.7 | 21.8 | 17   | 11.4 | 8.4  | 16.2 |
| Precipitación mensual (mm)  | 62.1 | 50.8 | 51.7  | 44.6 | 54.4 | 41.2 | 43.8 | 44.9 | 52.2 | 59.6 | 64.5 | 63.4 | 63.4 |
| Horas de Sol                | 70   | 92   | 141   | 179  | 201  | 234  | 248  | 237  | 191  | 129  | 89   | 65   | 1877 |
| Source:                     |      |      |       |      |      |      |      |      |      |      |      |      |      |

## Cultura
El 2 de diciembre de 2000, la UNESCO agregó la parte central del valle del río, entre Chalonnes-sur-Loire y Sully-sur-Loire, a su lista de Sitios del Patrimonio Mundial. Al elegir esta área que incluye los departamentos franceses de Maine-et-Loire, Loir-et-Cher, Indre-et-Loire y Loiret, el comité dijo que el Valle del Loira es: « un paisaje cultural excepcional, de gran belleza, de ciudades y pueblos históricos, grandes monumentos arquitectónicos, los castillos, y tierras que han sido cultivadas y moldeadas por siglos de interacción entre las poblaciones locales y su entorno físico, en particular el propio Loira ».

Valle del Loira
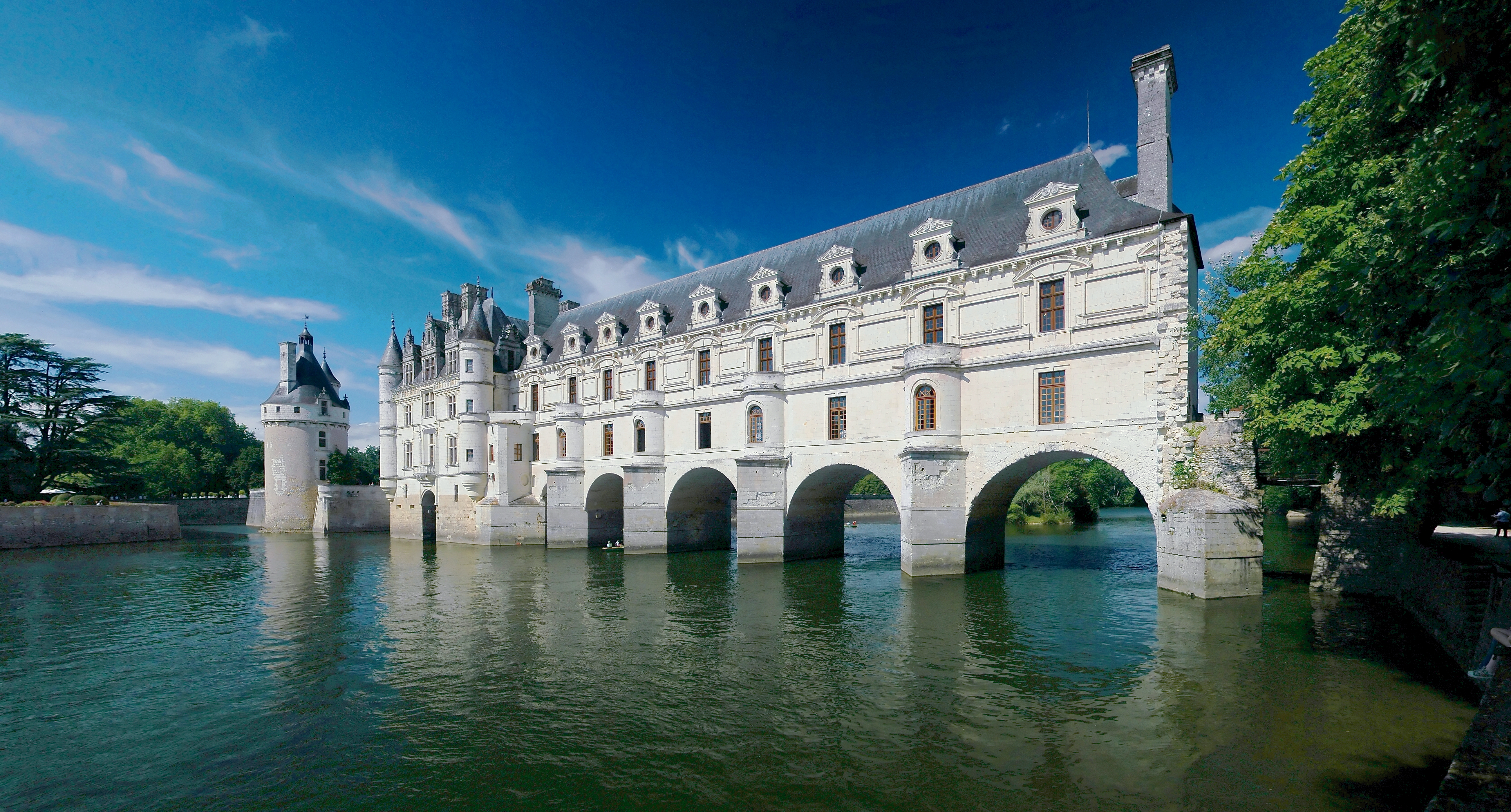
Castillo de Chenonceau
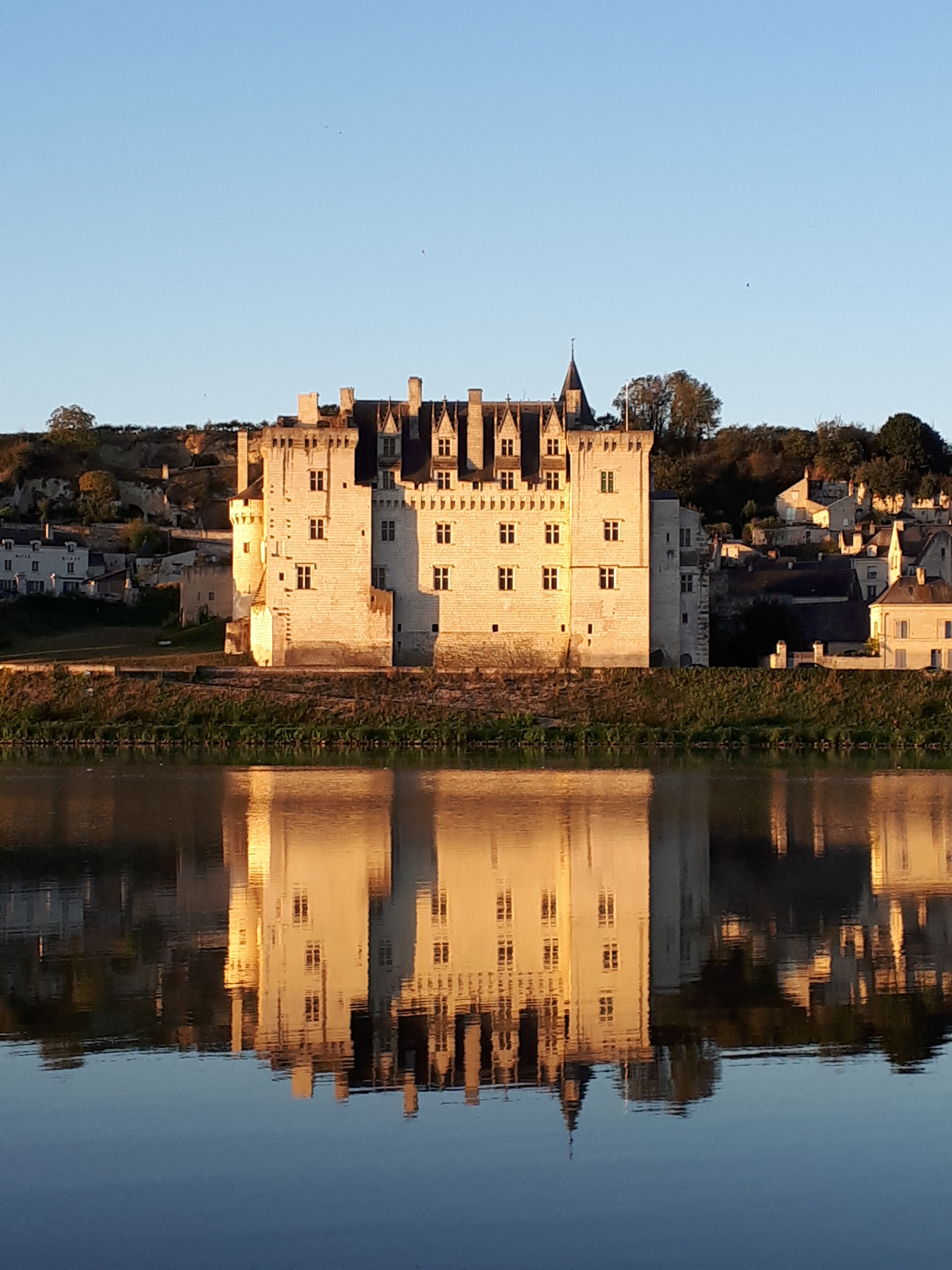
Castillo de Montsoreau
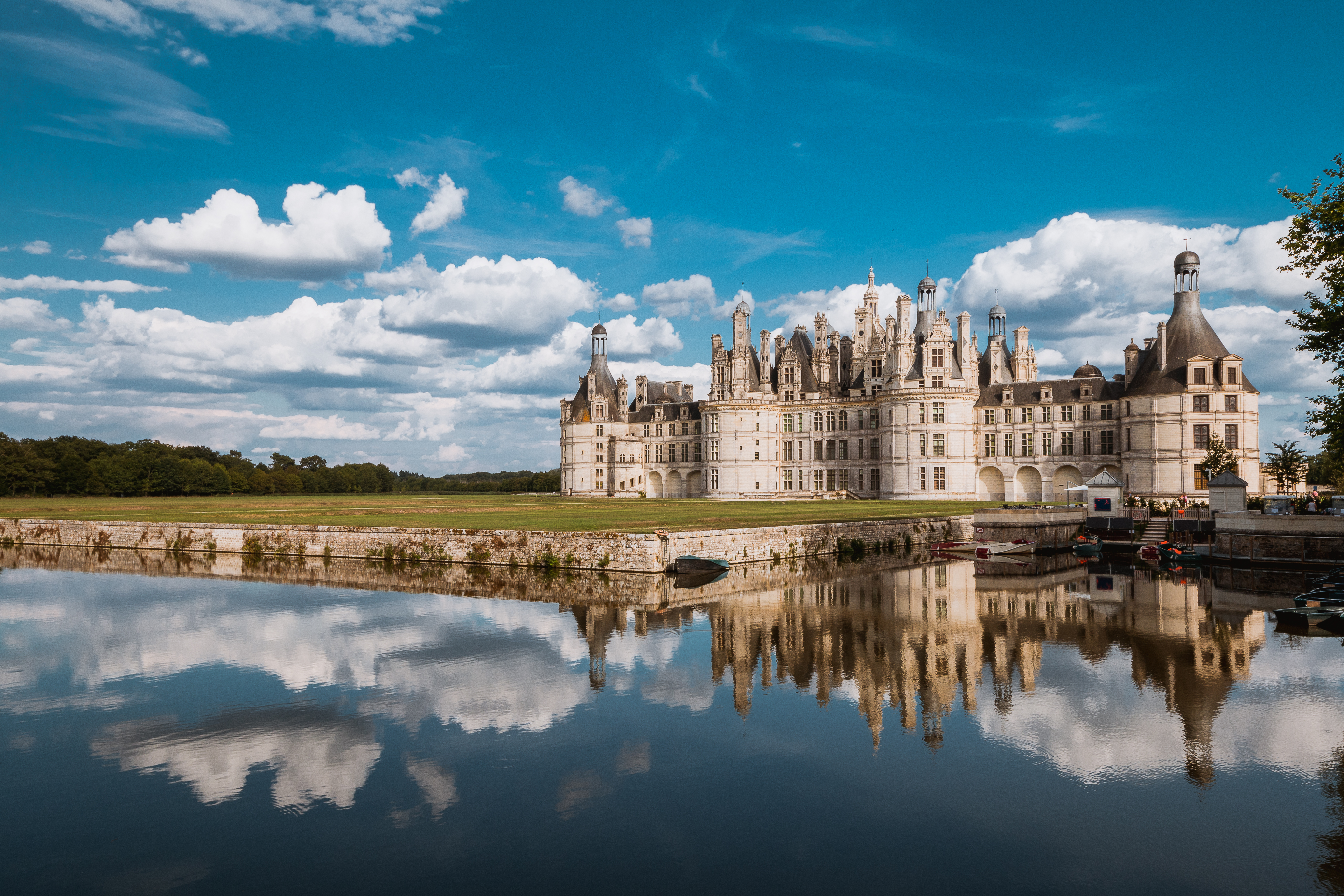
Castillo de Chambord
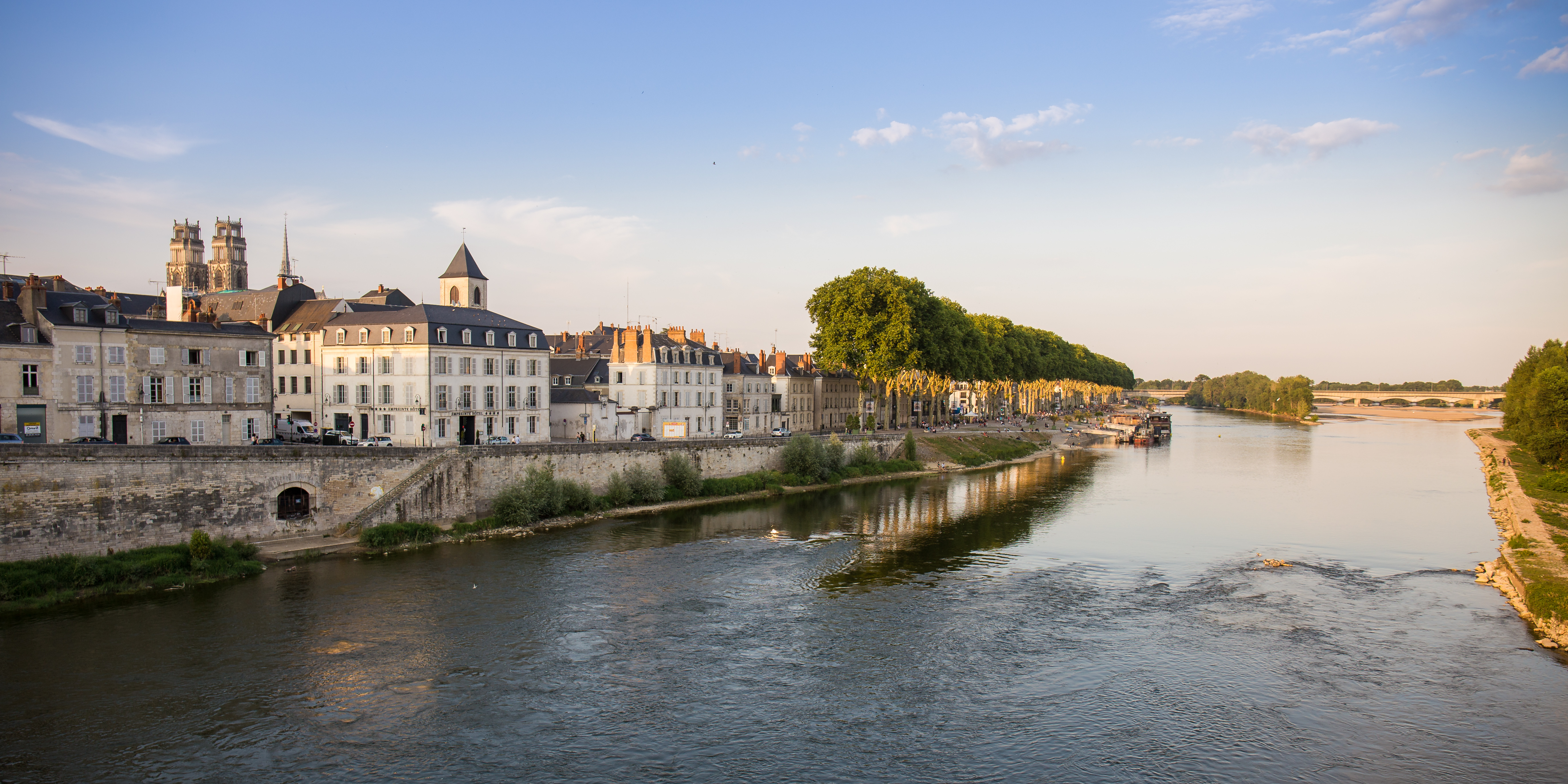
Orléans
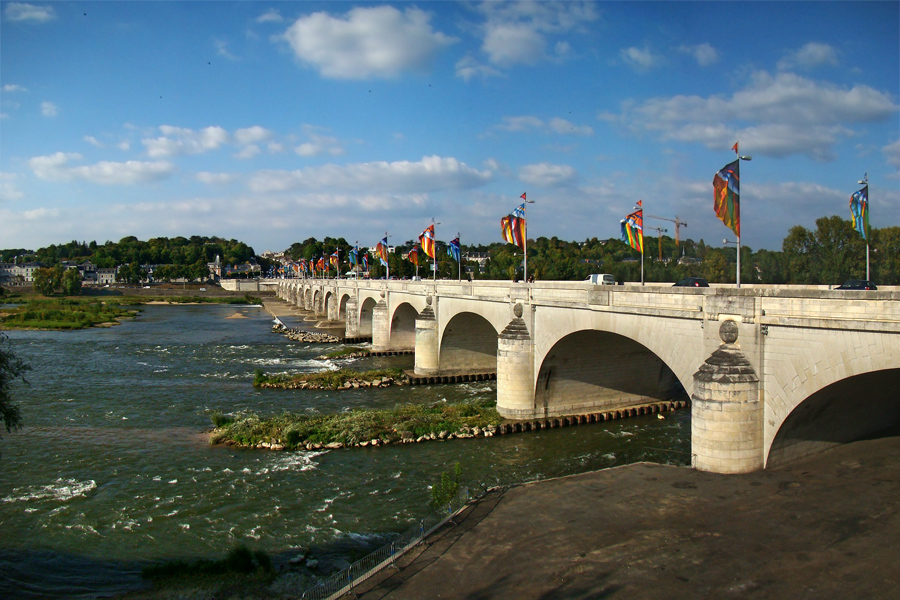
Tours